# Parque natural de Sarkent
El parque natural estatal de Sarkent (en kirguís: Саркент мамлекеттик жаратылыш паркыñ) es un parque nacional en el distrito de Leilek de la provincia de Batken de Kirguistán, establecido en junio de 2009. El objetivo del parque es la conservación de los complejos naturales únicos y la biodiversidad, la protección de la flora y fauna raras y en peligro de extinción y la ampliación de la red de zonas especialmente protegidas del país. La superficie del parque es de 39.999 hectáreas. El parque está situado en la cordillera de Turquestán, a 42 kilómetros del centro de Isfana y a 177 del centro de Batken.
Aquí habitan especies raras incluidas en el Libro Rojo, como el oso pardo, el leopardo de las nieves, el águila real, el lince y el sacre. El parque está situado en el límite de Kirguistán, por lo que el nivel de visitantes es bajo. Las autoridades locales están intentando favorecer el desarrollo del turismo en la zona.

## Hidrología
La hidrología del área del parque está dominada por el río Ak-Suu (Syr Darya), que desemboca en Syr Darya, y sus afluentes. Hay cinco lagos en el parque natural, incluidos Aykol (ubicado a una altitud de aproximadamente 3.000 metros), Jashylkol, Sutkol, Boyrokkol y Jashkol.

## Fauna
Los estudios de los mamíferos que habitan el parque realizados entre 2009 y 2016 mostraron la presencia de las siguientes especies:
- Sorex asper
- Myotis blythii
- Plecotus austriacus
- Nyctalus noctula
- Canis lupus
- Vulpes vulpes
- Ursus arctos
- Mustela erminea
- Mustela eversmanii
- Martes foina
- Meles meles
- Lynx lynx
- Panthera uncia
- Sus scrofa
- Capreolus capreolus
- Capra sibirica
- Ovis ammon
- Marmota caudata
- Hystrix indica
- Lepus tolai
- Ochotona macrotis
- Ochotona rutila